# Titularbistum Burca
Das Bistum Burca (lateinisch Dioecesis Burcensis) ist ein Titularbistum der römisch-katholischen Kirche.
Die in Nordafrika gelegene Stadt war ein alter römischer Bischofssitz, der im 7. Jahrhundert mit der islamischen Expansion unterging. Er lag in der römischen Provinz Numidien.
| Titularbischöfe von Burca |                                  |                                                               |                   |                  |
| Nr.                       | Name                             | Amt                                                           | von               | bis              |
| 1                         | Patrick Winters SAC              | Apostolischer Vikar von Mbulu (Tansania)                      | 10. Januar 1952   | 25. März 1953    |
| 2                         | Matija Zvekanovic                | Apostolischer Administrator von Jugoslavenska Backa (Serbien) | 13. November 1955 | 8. Februar 1968  |
| 3                         | Orozimbo Fuenzalida y Fuenzalida | Prälat von Calama (Chile)                                     | 13. März 1968     | 26. Februar 1970 |
| 4                         | Alfredo Galindo Mendoza MSpS     | emeritierter Bischof von Tijuana (Mexiko)                     | 21. März 1970     | 9. Januar 1976   |
| 5                         | Luis Morales Reyes               | Weihbischof in Tacámbaro (Mexiko)                             | 8. März 1976      | 5. Juni 1979     |
| 6                         | Antonio Troyo Calderón           | Weihbischof in San José de Costa Rica                         | 27. August 1979   | 1. Dezember 2015 |
| 7                         | Jaime Uriel Sanabria Arias       | Apostolischer Vikar von San Andrés y Providencia              | 16. April 2016    |                  |